# 양혜경
양혜경(Yang He-kyung, 1999년 2월 26일 ~ )는 대한민국의 아역 배우이다.

## 주요 작품
- 2012년 영화 《철가방 우수씨》... 준숙 역
- 2013년 MBC 《여왕의 교실》... 김가율 역
- 2015년 영화 《지렁이》... 정인미 역